# Metsaküla (Kihelkonna)
Metsaküla – wieś w Estonii, w prowincji Sarema, w gminie Kihelkonna.